# 채영 (가수)
채영(본명: 손채영, 孫彩瑛, 1999년 4월 23일~)은 대한민국의 래퍼이며, 걸 그룹 트와이스의 멤버이다.

## 학력
- 서울상일초등학교 졸업
- 상일여자중학교(현재의 상일중학교) 졸업
- 한림연예예술고등학교 실용음악과 졸업

## 생애

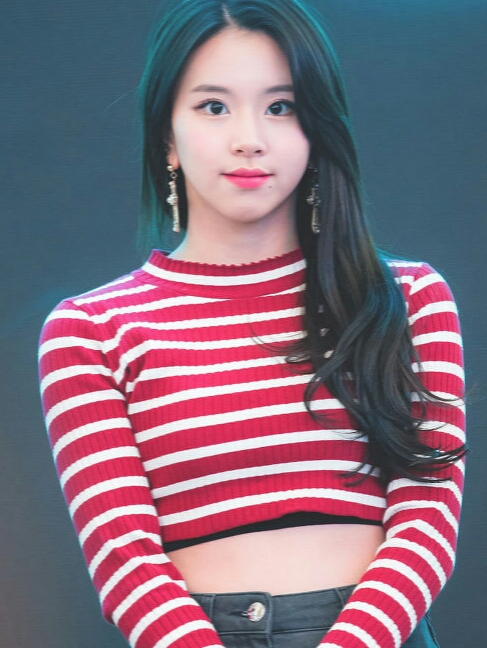
고양 팬싸인회에서의 채영

채영은 1999년 4월 23일 대한민국 서울특별시 강동구 둔촌동에서 태어났다. JYP 엔터테인먼트에 입사해 연습생 생활을 하였다. 엠넷의 서바이벌 아이돌 선발 오디션인 식스틴에서 9명 중 1명으로 뽑혀 2015년 10월 걸그룹 트와이스로 데뷔했다. 브이앱에서 광주광역시에서 유치원부터 초등학교 1학년 때까지 어린 시절을 보낸적이 있다고 하였다.
광문고등학교를 다니다가 트와이스 데뷔 준비를 위해 중퇴했고, 2016년 한림연예예술고등학교 실용음악과에 새로 입학했다. 이에 따라 고교 진학 과정에서 1년 유급하여 2019년에 졸업했다.

## 사생활
자이언티와 열애중이라고 밝혔고 이성적인 교제를 이어나가고 있다.

## 출연 작품

### 텔레비전 프로그램
- 2015년 Mnet 《SIXTEEN》 참가자)
- 2015년 MBC 《주간 아이돌》
- 2015년 JTBC 《슈가맨》
- 2016년 Mnet 《트와이스의 우아한 사생활》
- 2016년 SBS 《보컬 전쟁 : 신의 목소리》
- 2016년 SBS 《디스코》
- 2016년 JTBC 《아는 형님》
- 2016년 MBC 《미스터리 음악쇼 복면가왕》(패널)
- 2018년 MBC 《추석특집 2018 아이돌스타 육상 선수권대회》

### 기타 프로그램
- 2016년 - 네이버 V 《눕방 라이브》(미나와 함께)

## 수상 목록
- 2025년 제1회 디 어워즈 여자 부문 유픽 글로벌 초이스상